# Turrachsee
Turrachsee är en sjö i Österrike. Den ligger i den centrala delen av landet, 240 km sydväst om huvudstaden Wien. Turrachsee ligger 1 862 meter över havet.
I omgivningarna runt Turrachsee växer i huvudsak blandskog. Runt Turrachsee är det ganska tätbefolkat, med 56 invånare per kvadratkilometer.